# Боркова
Боркова (Борковка) — річка в Україні, в межах Рівненського (частково) та Костопільського районів Рівненської області. Права притока Горині (басейн Прип'яті).

## Опис
Довжина 19 км, похил річки — 2,7 м/км, площа басейну 166 км². Річка типово рівнинна. Долина широка і неглибока, на значній протяжності заліснена, місцями заболочена. Річище слабозвивисте, подекуди каналізоване і випрямлене.

## Розташування
Боркова бере початок неподалік від села Три Копці (Рівненський район). Тече в межах  Поліської низовини переважно на північний захід, у пониззі — місцями на захід. Впадає до Горині при північній околиці села Корчин. 
Притока: Кропивниця (ліва). 
Над річкою розташовані села: Три Копці, Кам'яна Гора, Новий Берестовець, Берестовець і Корчин.